# Leyenda de Gara y Jonay

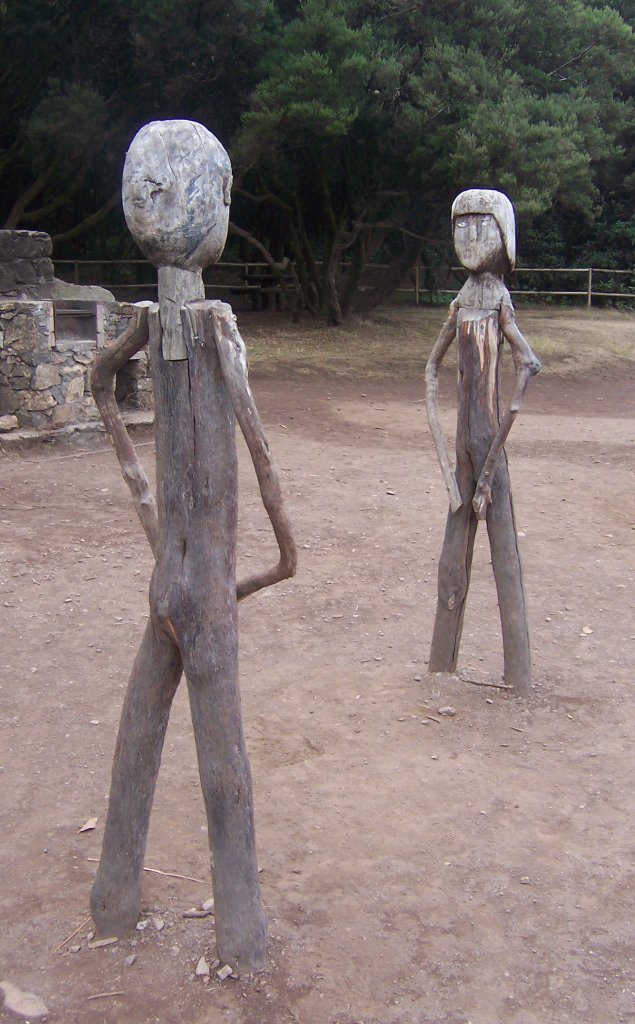
Representación de Gara y Jonay en el parque nacional de Garajonay

La Leyenda de Gara y Jonay es una de las historias más populares del folclore de las Islas Canarias, España.
Las diferentes versiones narran la historia entre dos jóvenes aborígenes que terminan suicidándose juntos en el Alto de Garajonay, en la isla de La Gomera.

## Orígenes
A la leyenda se le supone un origen popular como parte del romancero tradicional de la isla de La Gomera, mezclando elementos de la tradición oral isleños de posible ascendencia aborigen con otros literarios introducidos en épocas posteriores.

La versión escrita más antigua se debe al cronista de Puerto de la Cruz, Francisco Pedro Montes de Oca y García, quien la publicó bajo el pseudónimo de el Barón de Imobach en el diario Gaceta de Tenerife en 1924. Décadas después, investigadores como Juan Álvarez Delgado y Maximiano Trapero recogieron directamente de informantes gomeros otras versiones de la leyenda. Finalmente los trabajos de escritores como José Manuel G. y García de la Torre, Manuel Mora Morales y Sabas Martín popularizaron la leyenda entre el público general del archipiélago, dándole carácter literario.

## Leyenda
En la versión de Montes de Oca, Gara es una rica princesa viuda del rey gomero Undupe, la cual es pretendida por el príncipe del cantón de Hipalan, Jonay. Este era hijo de Alhogal, cuñado de Gara, quien lo había tenido con una esclava, por lo que era causa de deshonra para la princesa. Resuelto a casarse con Gara, Jonay se presenta en su corte disfrazado de guerrero y cuando se queda a solas con ella le insiste en el casamiento. Gara lo rechaza, y Jonay la amenaza con que su padre declararía la guerra en caso de no haber matrimonio. Entonces, Gara le dice que no accedería a rebajarse y mezclar su sangre con la del hijo bastardo de Alhogal. Jonay la golpea enfurecido, siendo apresado y condenado a perder la mano. No obstante, más tarde se descubre la identidad de Jonay, cayendo ambos en la vergüenza. Gara insiste a Jonay en acompañarlo a la cumbre, y, una vez allí, se dan muerte el uno al otro con unos punzones de madera.
La versión más popular, no obstante, es la que hace a Gara princesa de La Gomera y, a Jonay, −o Ajonay− príncipe de Tenerife. En esta Jonay nada hasta La Gomera utilizando varios odres de piel de cabra inflados como flotadores, impulsado por el presentimiento de que allí encontrará lo que desea. Una vez en la isla, se informa de la existencia de Gara, a quien muchos pretenden, y resuelve conocerla. La encuentra y le habla, pero ella lo rechaza por no ser de su estirpe a pesar de sentir también una predisposición hacia él. Jonay vuelve a intentarlo y Gara lo rechaza de nuevo, en consecuencia el muchacho se enfurece y la golpea. Un pastor ve la escena y da aviso al resto del clan de Gara, que captura a Jonay y lo condena a muerte. A la mañana siguiente, Gara libera a Jonay y huyen, siendo pronto perseguidos. Finalmente, en la cumbre de la isla son cercados, pero antes de que los apresen se suicidan atravesándose los corazones con dardos de madera.

## Controversia
Existe controversia sobre la autenticidad de esta leyenda aborigen. Prácticamente ninguna de las fuentes escritas en donde se le hace referencia alcanza la consideración de trabajos de etnografía, siendo más bien obras de carácter literario. Modernamente la leyenda ha trascendido desde estos ámbitos literarios hasta ámbitos incluso científicos. Además de esto, los supuestos nombres guanches «Gara» y «Jonay» serían antropónimos inventados derivados del topónimo «Garajonay», cuyo significado en la lengua guanche significa "roque alto".
Asimismo, se sabe que hacia el siglo xv los aborígenes canarios desconocían la navegación entre islas, por lo que el contacto regular entre habitantes de diferentes islas no era posible.
Además, aunque los hechos que se describen datan en una época prehispánica, el origen de la leyenda se fecha en época hispánica, probablemente una tradición oral iniciada en el romanticismo, ya a finales del siglo xviii o más probablemente en el siglo xix, cuando se pusieron de moda en Occidente las novelas amorosas sobre parejas de pueblos primitivos de América o Asia. La forma literaria escrita fue, sin embargo, posterior.